# Новая Деревня (Лоевский район)
Новая Деревня (бел. Новая Вёска) — упразднённый посёлок в Карповском сельсовете Лоевского района Гомельской области Беларуси.

## География

### Расположение
В 12 км на север от Лоева, 60 км от железнодорожной станции Речица (на линии Гомель — Калинковичи), в 68 км от Гомеля.

## Транспортная сеть
Транспортные связи по просёлочной, затем автомобильной дороге Гомель — Чернигов. Планировка состоит из 2 коротких улиц, близких к меридиональной ориентации, застроенных односторонне деревянными крестьянскими усадьбами.

## История
Основан в начале 1920-х годов переселенцами из соседних деревень на бывших помещичьих землях. В 1931 году жители вступили в колхоз. Согласно переписи 1959 года в составе совхоза «Карповка» (центр — деревня Карповка).

## Население

### Численность
- 1999 год — 6 хозяйств, 7 жителей.

### Динамика
- 1959 год — 117 жителей (согласно переписи).
- 1999 год — 6 хозяйств, 7 жителей.